# Пламя неба (фильм)
«Пламя неба» (1915) — художественный немой фильм режиссёра Евгения Бауэра. Вышел на экраны 4 августа 1915 года. Фильм не сохранился.

## Сюжет
О «преступной страсти мачехи к своему пасынку».
Вдовец, профессор астрономии Ронов, женится на красивой курсистке Тане. Вскоре после их свадьбы из-за границы приезжает его сын Леонид, который с первого взгляда влюбляется в прекрасную молодую мачеху. Таня отвечает ему взаимностью. Однажды на прогулке их застаёт гроза. Удар молнии пугает Таню, она ищет защиты в объятиях Леонида. Любовники сливаются в поцелуе и в следующий миг погибают от удара молнии.

## В ролях
| Актёр               | Роль                                  |
| ------------------- | ------------------------------------- |
| Вера Холодная       | Таня, курсистка                       |
| Александр Вырубов   | Ронов, профессор астрономии           |
| Георгий Азагаров    | Леонид, сын профессора от первой жены |
| Прасковья Максимова |                                       |

## Съёмочная группа
- Режиссёр: Евгений Бауэр
- Оператор: Борис Завелев
- Продюсер: Александр Ханжонков

## Оценки
Еженедельник «Театральная газета» писал: «…в центральной женской роли г-жа Холодная. Артистка чрезвычайно эффектна, аппарат её не волнует, и она сохраняет хорошую скульптурную упругость жеста и движения…».
Журнал «Сине-фоно» написал, что «можно поздравить акц. о-во „А. А. Ханжонков“ с привлечением к экрану такой крупной артистической силы, как В. В. Холодная: богатство и разнообразие мимики, изящество жеста, благородная сдержанность
игры, какая-то спокойная, уверенная манера держать себя перед аппаратом — всеми этими незаурядными достоинствами блеснула артистка в „Пламени неба“».
Известный критик В. Туркин в журнале «Пегас» (1916, № 2) назвал фильм в числе нескольких лент, которые «могут выдержать какое угодно сравнение, и даже научить кой-чему новому иностранных фабрикантов лент». Он же в своей рецензии в «Кино-газете» (1918, № 22) писал, что Веру Холодную «встретил аплодисментами зрительный зал одного из московских кинотеатров, в котором шла картина „Пламя неба“».